# 森山観光バス
森山観光バス（もりやまかんこうバス）は、福岡県糸島市に本社を置くバス事業者の株式会社森山 (MORIYAMA. INC) が運営していたバス事業のブランドである。

## コロナ禍による経営破綻
2015年設立の歴史の若い事業者であった。設立当初は貸切バス専業であったが、2020年より広栄交通バス等が運行する高速路線バス（新高速バス）「ブルーライナー」のブランドで高速バス事業に参入した。
しかし2020年からのコロナ禍の影響で需要が激減し、2019年4月期には約3億円あった売上は、2021年4月期には3分の1の約1億円まで落ち込んだことから、2022年1月31日に事業を停止し、事後処理を弁護士に一任。同年2月9日に福岡地方裁判所から破産手続開始決定を受けた。負債総額は約5億円（株式会社森山・えーねっとの合計）。
翌2023年（令和5年）8月29日付で清算を結了して解散した。

## 沿革
- 2015年5月 - 福岡県糸島市にて会社設立。
- 2020年7月 - 高速路線バス「ブルーライナー」（福岡・下関 - 京阪神）を運行開始。
- 2021年
  - 12月1日 - 「ブルーライナー」を「ハートライナー」へ改称。
  - 12月18日 - 高速路線バス「ブルーライナー」（福岡 - 大隅半島）を運行開始。
- 2022年
  - 1月31日 - 株式会社森山が事業停止[4][5]。同日付で子会社の株式会社えーねっとも事業停止。
  - 2月9日 - 福岡地方裁判所から破産手続開始決定を受ける（森山、えーねっとの両社とも）。
- 2023年
  - 8月29日 - 株式会社森山が清算結了して解散[1]。
  - 9月29日 - 株式会社えーねっとが清算結了して解散[3]。

## 事業所
- 本社・車庫
  - 福岡県糸島市曽根730-1
- 鹿児島営業所
  - 鹿児島県霧島市隼人町西光寺3496

## 高速バス
高速バス「ハートライナー」を2路線運行していた。2020年7月に、かつてつくしの観光バスが運行していた夜行高速バス「ブルーライナー」の運行経路を概ね踏襲する形で、京阪神地区と山口県・福岡市を結ぶ夜行高速バス「ブルーライナー」を運行開始（糸島高校前駅発着であることなど一部停車地は異なる。）。
翌2021年には「ブルーライナー」を「ハートライナー」へ改称、同年12月18日からは「ハートライナー」の2路線目として、福岡市と大隅半島を結ぶ路線を運行開始した。
いずれも株式会社ブルーストークが予約発券代理業務を行っていた。なお、同社は他に広栄交通バスなどの高速バスの予約発券代理業務を行っている。また、つくしの観光バス時代の「ブルーライナー」も同社が予約発券代理業務を行っていた。

### 路線
京阪神 - 山口・福岡
- 京都駅八条口（京都市） - なんばOCAT（大阪市難波地区） - 神戸市役所前（神戸市三宮地区） - 姫路駅南口（みなと銀行前）（姫路市） ⇔ 宇部バスストップ（宇部市） - 小野田バスストップ（小野田） - 下関駅南口交通広場（下関市） -  HEARTSバスステーション博多（福岡市） - 糸島高校前駅（糸島市）
  - 夜行1往復運行。

福岡 - 大隅半島
- 糸島高校前駅（糸島市） - キャナルシティ博多（福岡市） ⇔ 西都城駅前（都城市） - 道の駅野方あらさの（大崎町） - どっ菜市場（鹿屋市）
  - 昼行2往復運行。両方向ともに早朝始発・昼間到着の便と夕方始発・夜間到着の便を運行。

## 車両
保有車両は、いすゞ自動車製、三菱ふそう製が中心であった。

## 関連会社
- 株式会社えーねっと
  - 本社所在地：福岡県糸島市波多江駅北1丁目6番16号[3]
  - 法人番号：1290001069880[3]
  - 代表者：山口明子（株式会社森山に同じ）
  - 貸切バスの予約・手配業務を行っていた。株式会社森山と同日に事業停止、連鎖倒産。
  - 2023年9月29日付で清算結了して解散[3]。